# Australiere
Australiere (i folkemunde kendt som aussies) er folk, der associeres med Australien, deler en fælles historie, kultur og sprog (australsk engelsk). Nutidens australiere er statsborgere i Commonwealth Australien, der styres af australsk nationalitetslov.
Majoriteten af australierne stammer fra folk på De Britiske Øer. Kolonien New South Wales blev etableret af Kongeriget Storbritannien i 1788 med ankomsten af den første flåde. Fem andre kolonier blev etableret i begyndelsen af 1800-tallet, disse udgør i dag de seks nuværende australske delstater. Mange tidlige bosættelser var straffekolonier og de transporterede straffefanger (og senere også ikke-straffefanger) udgjorde en betydelig andel af befolkningen i de fleste kolonier. Stor-skala immigration begyndte først i 1850'erne, efterfulgt af en række guldfebre. Yderligere immigrationsbølger opstod efter 1. verdenskrig og 2. verdenskrig, hvor der i begyndelsen af 2. verdenskrig kom mange migranter fra Sydeuropa og Østeuropa, Mellemøsten, Sydasien og Østasien og Stillehavsøerne. Optil den britiske kolonisering, var Australien beboet af aboriginere – australske aboriginere, tasmanske aboriginere og Torres Strait Ø-folket et melanesisk folk. En mindre procentdel af nutidens australiere er efterkommere af disse folk.
Udviklingen af en separat australsk identitet og national karakter linkes oftest til perioden omkring 1. verdenskrig, som gav en stigning i konceptet anzac spirit. Eurekaopstanden i 1854 og forskellige begivenheder under 2. verdenskrig, mest notabel er Kokoda Track campaign, der også ofte nævnes i forbindelse med australsk identitet. Til trods for dette så blev australsk kultur dannet flere årtier før Føderationen Australien. Australsk litteratur kendes fx fra bushdigte i kolonitiden, og sportshold der samlet repræsenterer Australien kendes siden 1870'erne. Pga. mange fælles lingvistiske, historiske, kulturelle og geografiske karakteristika har australiere ofte identificeret dem tæt med newzealændere og andre engelsk talende nationer.